# Il treno degli dèi
Il treno degli dèi (Iron Council, 2004) è il quarto romanzo dello scrittore britannico China Miéville, ed il terzo ambientato nel mondo immaginario del Bas-Lag. Oltre alle influenze steampunk e New Weird che caratterizzavano gli altri romanzi della serie, Il treno degli dèi presenta alcuni elementi del genere western.
Rispetto agli altri lavori narrativi dello scrittore inglese, Il treno degli dèi è probabilmente quello in cui l'impegno politico dell'autore traspare maggiormente, essendo fortemente ispirato dalle posizioni del movimento anti-globalizzazione e del Socialist Workers Party inglese, e trattando tematiche sociali complesse come imperialismo, corporativismo, terrorismo, odio razziale, omosessualità, assimilazione culturale, diritti dei lavoratori e guerra.
Il romanzo ha vinto il Premio Arthur C. Clarke e il Premio Locus nel 2005, ricevendo le candidature per i premi Hugo e World Fantasy Award nello stesso anno.

## Trama
La trama segue tre linee narrative principali, che si uniscono alla fine per formare il climax del romanzo. Sebbene Miéville si muova avanti e indietro tra narrazione, tempo e spazio, questo riassunto seguirà ogni linea narrativa individualmente, discutendo la loro relazione reciproca alla fine. 
New Crobuzon è da tempo in guerra con Tesh, e sta tentando di costruire una ferrovia attraverso il deserto esterno, in parte come nuovo mezzo per condurre la guerra. In questo contesto, il romanzo segue le gesta di tre personaggi principali: Ori, Cutter e Judah Low.
Circa 20 anni prima dell'apertura del romanzo, Judah Low è stato assunto come esploratore ferroviario per New Crobuzon, incaricato di mappare il terreno e informare gli abitanti della terra dell'arrivo della ferrovia. Mentre svolge questo lavoro, trascorre del tempo con i "Lancialunga", una razza di creature che possono evocare golem, creature viventi fatte di materia non vivente. Judah tenta di mettere in guardia i Lancialunga del pericolo che corrono a causa della costruzione della ferrovia, e nel frattempo apprende le loro arti. Tempo dopo, durante la costruzione della ferrovia, Judah, una prostituta di nome Ann-Hari, e un "rifatto" di nome Uzman guidano una rivoluzione, in cui i ferrovieri scacciano i sorveglianti e dirottano il treno, trasformandolo in un collettivo socialista, che prende il nome di Concilio di Ferro.
Cutter è stato un amico, discepolo e amante di Judah durante il periodo trascorso da quest'ultimo a New Crobuzon. Guida un gruppo composto da altri discepoli di Judah alla ricerca del Concilio di Ferro, per avvertirlo di un imminente attacco da parte della milizia di New Crobuzon. Dopo aver vissuto e lavorato con il Concilio per un po', Cutter torna con Judah e altri a New Crobuzon per ispirare la rivolta, con la notizia che il Concilio di Ferro ha deciso di tornare in città e affrontare la milizia sul proprio territorio.
Il rivoluzionario disilluso Ori è convinto da un vecchio senzatetto di nome Spiral Jacobs ad unirsi alla banda militante di Toro. Commettendo rapine, incursioni e omicidi, il gruppo di Toro procede senza pietà nella suo piano di assassinare il sindaco di New Crobuzon, un piano che si rivela essere personale piuttosto che politico. Durante le lotte di Ori con e contro la sua nuova banda, una rivolta del Collettivo, un'unione di gruppi rivoluzionari, minaccia di strappare finalmente New Crobuzon dalle mani del suo parlamento corrotto e della sua milizia. Dopo diversi giorni di combattimenti, tuttavia, il Collettivo viene distrutto. Ori scopre quindi che Spiral Jacobs è in realtà un potente stregone inviato da Tesh per introdurre una forza oscura e distruttiva a New Crobuzon. 
Judah, Ori e Cutter si uniscono per fermare Jacobs con l'aiuto del monaco Qurabin, che porta con sé l'ambasciatore di Tesh "nel dominio di Tekke Vogu". Ori viene ucciso nello scontro. Judah allora invia Cutter per dissuadere il Concilio di Ferro dal tornare in città. Non ha successo e Judah evoca allora un golem del tempo, per congelare il treno in tempo per salvare i suoi concittadini. Poco dopo, Ann Hari uccide Judah. Il Concilio di Ferro diventa infine una sorta di monumento pubblico, pronto ad attaccare New Crobuzon nel momento sconosciuto in cui il golem del tempo si dissolverà.

## Collegamenti con gli altri romanzi
Così come i precedenti lavori ambientati nell'universo fittizio del Bas-Lag, anche il Treno degli dèi è un romanzo compiuto è può essere letto in modo indipendente. I luoghi e i personaggi del libro hanno però molti legami con altri romanzi e racconti dell'autore, in particolare con Perdido Street Station e La città delle navi.

## Critica
(Washington Post)

## Edizioni
In Italia è stato pubblicato nel 2005 dalla Fanucci Editore all'interno della collana Immaginario Solaria (n.18), con la traduzione di Nello Giugliano.